# Trattato di Sem
Il Trattato di Sem è un testo apocrifo dell'Antico Testamento, scritto da anonimo intorno al I secolo a.C. e attribuito falsamente a Sem, figlio primogenito del patriarca biblico Noè.
Il titolo completo è Trattato redatto da Sem, figlio di Noè, intorno all'inizio dell'anno e di quanto capita lungo il suo corso.
Fu scritto originariamente in ebraico o aramaico ed è stato tramandato in lingua siriaca in un manoscritto del XV secolo. E' un calendario agricolo e politico e tratta prevalentemente di astrologia. Ognuno dei 12 capitoli è dedicato a un segno zodiacale.